# Vilhelm Björkman

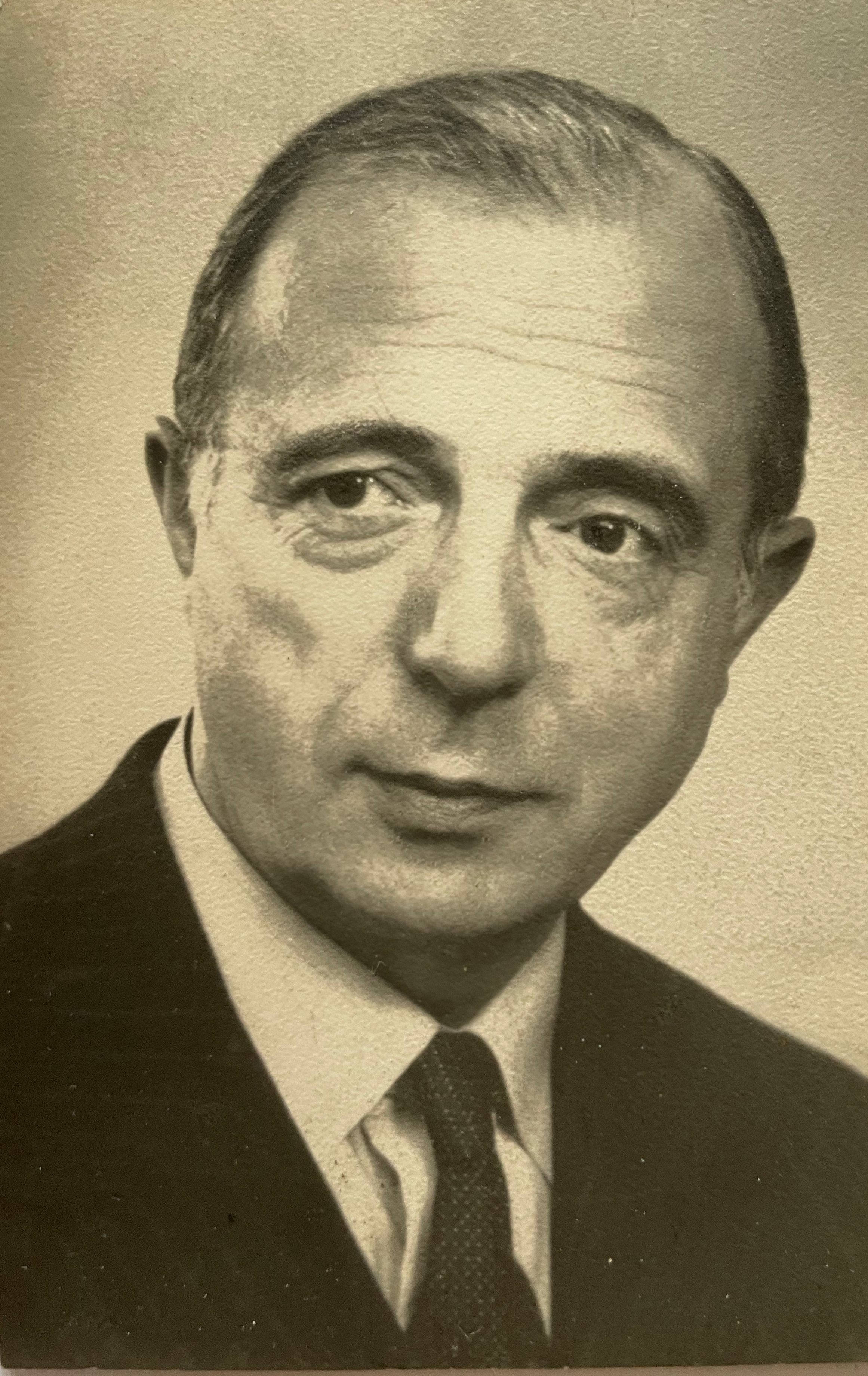
Vilhelm Björkman, Svensk affärsman

Johan Albert Vilhelm Björkman, född 17 maj 1887, död 15 november 1975, var en svensk rederichef och industriman.
Björkman blev juris kandidat 1911, var 1915-1917 anställd vid Setterwalls advokatbyrå och var 1917-1919 direktörsassistent vid Holmens bruks och fabriks AB i Norrköping. 1919-1938 var han ombudsman för Johnsonkoncernen och från 1938 VD rederiaktiebolaget Nordstjernan. Han tillhörde styrelsen av flera av Johnsonkoncernens bolag och i sådana där de hade ekonomiska intressen.